# Церква ікони Божої Матері «Всіх скорботних Радість» (Тиха Журавка)
 Церква ікони Божої Матері «Всіх скорботних Радість»  (рос. Церковь иконы Божией Матери «Всех скорбящих Радость») — православний храм в селі Тиха Журавка, Чортківський район, Ростовська область. Відноситься до Чертково-Калитвенское благочинию Шахтинської і Миллеровской єпархії Московського патріархату. Побудована в 1871 році.

## Історія
Церква була зведена у 1871 році на кошти відставного майора і поміщика Федора Федоровича Барабанщикова (1818-1894 або 1811-1887), чиїм маєтком і було село Тиха Журавка. Сам він також був похований в південно-східній стороні церкви, надгробок збереглося до наших днів.
Будівля храму, а також дзвіниці були побудовані з червоної цегли. Церква також раніше була оточена цегляною огорожею. В 1904 році в огорожі були побудовані три цегляні арки з золоченими куполами і хрестами, поставлені залізні ворота з хвіртками .
За церквою не був закріплений ніякої земельну ділянку, хоча спочатку Барабанщиків обіцяв виділити 100 десятин і ще 200 рублів в рік на утримання, хоча п станом на 1891 рік це питання не було врегульоване. Церква була бідною: в 1896 році дохід від парафіян становив всього 480 рублів на рік.
При храмі не було церковно-парафіяльної школи, хоча в 1787 році була побудована земська школа. У роки радянської влади храм, як і багато інших церков, був закритий і його будівля використовувалася як складу.